# Monir Shahroudy Farmanfarmaian
Monir Shahroudy Farmanfarmaian (en persa: منیر شاهرودی فرمانفرمائیان, Qazvín, 16 de diciembre de 1924 – Teherán, 20 de abril de 2019) fue una artista y gran coleccionista de arte iraní. Entre sus logros artísticos, supo integrar el arte matemático a su herencia persa en técnicas mosaicas de vidrio cortado con ritmos de abstracción geométrica occidental.

## Biografía
De niña ya mostraba grandes dotes, y tras estudiar bellas artes en la Universidad de Teherán, y no poder ir a París al comenzar la Segunda Guerra Mundial, partió para Nueva York donde estudió en la Universidad Cornell, la Parsons The New School for Design y la Liga de estudiantes de arte de Nueva York.
En Nueva York trabajó como ilustradora de moda y conoció a personalidades como Andy Warhol , Louise Nevelson, Jackson Pollock, Willem de Kooning, Barnett Newman o Joan Mitchell.
Regresó a Irán en 1957 y al viajar a Nueva York en 1979 con su segundo marido, estalló la Revolución Islámica y no pudieron regresar a Irán hasta 1992.
Se casó dos veces y tuvo dos hijas.
Monir Shahroudy falleció a los noventa y siete años en su casa de Teherán el 20 de abril de 2019.